# Kemojing
Kemojing is een bestuurslaag in het regentschap Cilacap van de provincie Midden-Java, Indonesië. Kemojing telt 1941 inwoners (volkstelling 2010).